# Господари свемира: Откриће
Господари свемира: Откриће (енгл. Masters of the Universe: Revelation) америчка је анимирана стриминг-телевизијска серија коју је развио Кевин Смит за Netflix. Наставак је серије Хи-Мен и Господари свемира из 1983. године. Радња истражује неразјашњене приче из оригиналне серије. Netflix је поделио серију на два дела: први од пет епизода је објављен 23. јула 2021, док је други са додатних пет епизода објављен 23. новембра 2021. године. У јуну 2022. Netflix је најавио наставак серије Господари свемира: Откриће.

## Радња
Након што разорна битка уништи Етерију, Тила и њени изненађујући савезници у овом наставку класика из 1980-их морају да спрече уништење свемира.

## Гласовне улоге
| Улога                    | Енглески глас         |
| ------------------------ | --------------------- |
| Адам / Хи-Мен            | Крис Вуд              |
| Скелетор                 | Марк Хамил            |
| Данкан / Мен-Ет-Армс     | Лијам Канингам        |
| Тила                     | Сара Мишел Гелар      |
| Зла Лин / Маџестра       | Лина Хиди             |
| краљ Рандор              | Дидрих Бејдер         |
| краљица Марлена          | Алиша Силверстон      |
| Кринџер / Бетл Кет       | Стивен Рут            |
| Орко                     | Грифин Њуман          |
| Чаробница Замка Грејскал | Сузан Ајзенберг       |
| Бист Мен                 | Кевин Мајкл Ричардсон |
| Мер-Мен                  | Кевин Конрој          |
| Три-Клопс                | Хенри Ролинс          |
| Стинкор                  | Џејсон Мевес          |
| Мос-Мен                  | Алан Опенхајмер       |
| Робото                   | Џастин Лонг           |
| Скер Глоу                | Тони Тод              |
| Хи-Ро, Спикор            | Фил Ламар             |
| Свештеница, Кудук        | Кри Самер             |
| Илеана                   | Харли Квин Смит       |
| Андра                    | Тифани Смит           |
| краљ Грејскал            | Денис Хејзберт        |
| Виктор                   | Адам Гифорд           |
| Вон-Дар                  | Џеј Таваре            |
| Кламп-Чамп               |                       |
| Фисто                    | Ралф Гарман           |
| Гоутмен, Пигбој          | Кевин Смит            |
| Рем-Мен                  | Дани Трехо            |
| зли Хи-Мен, мала Тила    | Ди Бредли Бејкер      |

## Епизоде

### 1. део (2021)
| Бр. еп. (укупно) | Бр. еп. (у сезони) | Наслов                      | Сценариста     | Премијера     |
| ---------------- | ------------------ | --------------------------- | -------------- | ------------- |
| 1                | 1                  | Моћ Грејскала               | Кевин Смит     | 23. јул 2021. |
| 2                | 2                  | Отровани путир              | Дија Мишра     | 23. јул 2021. |
| 3                | 3                  | Најопаснији човек у Етерији | Марк Бернардин | 23. јул 2021. |
| 4                | 4                  | Земља мртвих                | Тим Шеридан    | 23. јул 2021. |
| 5                | 5                  | Изгубљени рај               | Ерик Караско   | 23. јул 2021. |

### 2. део (2021)
| Бр. еп. (укупно) | Бр. еп. (у сезони) | Наслов                | Сценариста                | Премијера          |
| ---------------- | ------------------ | --------------------- | ------------------------- | ------------------ |
| 6                | 1                  | Распорен              | Ерик Караско и Кевин Смит | 23. новембар 2021. |
| 7                | 2                  | Разум и крв           | Тим Шеридан               | 23. новембар 2021. |
| 8                | 3                  | Пацов из канализације | Diya Mishra               | 23. новембар 2021. |
| 9                | 4                  | Нада и циљ            | Тим Шеридан               | 23. новембар 2021. |
| 10               | 5                  | Јунаци                | Ерик Караско              | 23. новембар 2021. |